# メルパチ・ヌサンタラ航空
メルパチ・ヌサンタラ航空(Merpati Nusantara Airlines)は、インドネシアの国営航空会社。メルパチ航空と呼ばれることも多い。メルパチはハト、ヌサンタラはたくさんの島々、諸島、群島を指すインドネシア語で、ヌサンタラはインドネシアそのものを指す別名でもある。
経営難のため、2014年2月1日より全便の運航を停止し、2023年2月20日に解散した。
メルパチ・ヌサンタラ航空の2レター航空会社コード「MZ」は、日本の航空会社である天草エアラインが使用している（2017年9月現在）。

## 概要
主に国内のローカル路線に就航していた。国際線は東ティモールのディリ、マレーシアのクアラルンプールに就航しており、規模は国内最大のガルーダ・インドネシア航空に次ぐ。今後は東部インドネシアを中心に運航していく予定であることから、2008年9月、本社機能がマカッサルに移転された。
2014年1月8日、航空会社を評価するサイト AirlineRatings.com において、全世界の航空会社を比較調査した結果、安全性においてライオン・エアと同じ2つ星の低い評価を受け、448会社中ワースト10にランキングされた。

## かつての就航路線

### インドネシア（国内路線）
- バリックパパン、バンドン、バンジャルマシン、バタム、ビアク、ビマ、チラチャップ、デンパサール、ジャカルタ、ジャヤプラ、ケンダリ、クパン、ラブハンバジョ、マカッサル、マラン、マナド、マノクワリ、マタラム、マウメレ、メラウケ、メダン、パダン、パレンバン、パル、ペカンバル、ソロン、スラバヤ、タンジュンカラン、ワインガプ、ジョグジャカルタなど

### アジア
- ディリ - バンドン、バタン、デンパサール、クアラルンプール、マタラム、マカッサル、メダン、ジャカルタより
- クアラルンプール - バンドン、バンジャルマシン、デンパサール、クパン、マナド、マタラム、マウメレ、スラバヤより

## 所有機材
（2014年1月現在）

### 運航休止時の運用機材
- ボーイング737-300型機　3機
- ボーイング737-400型機　2機
- ボーイング737-500型機　1機

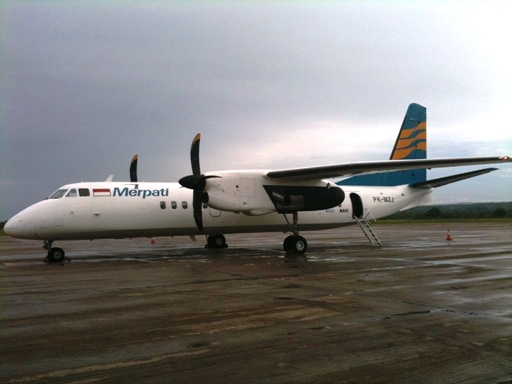
メルパチ航空のMA-60

- デ・ハビランド・カナダ DHC-6型機　5機
- MA60型機　12機

### 発注中機材

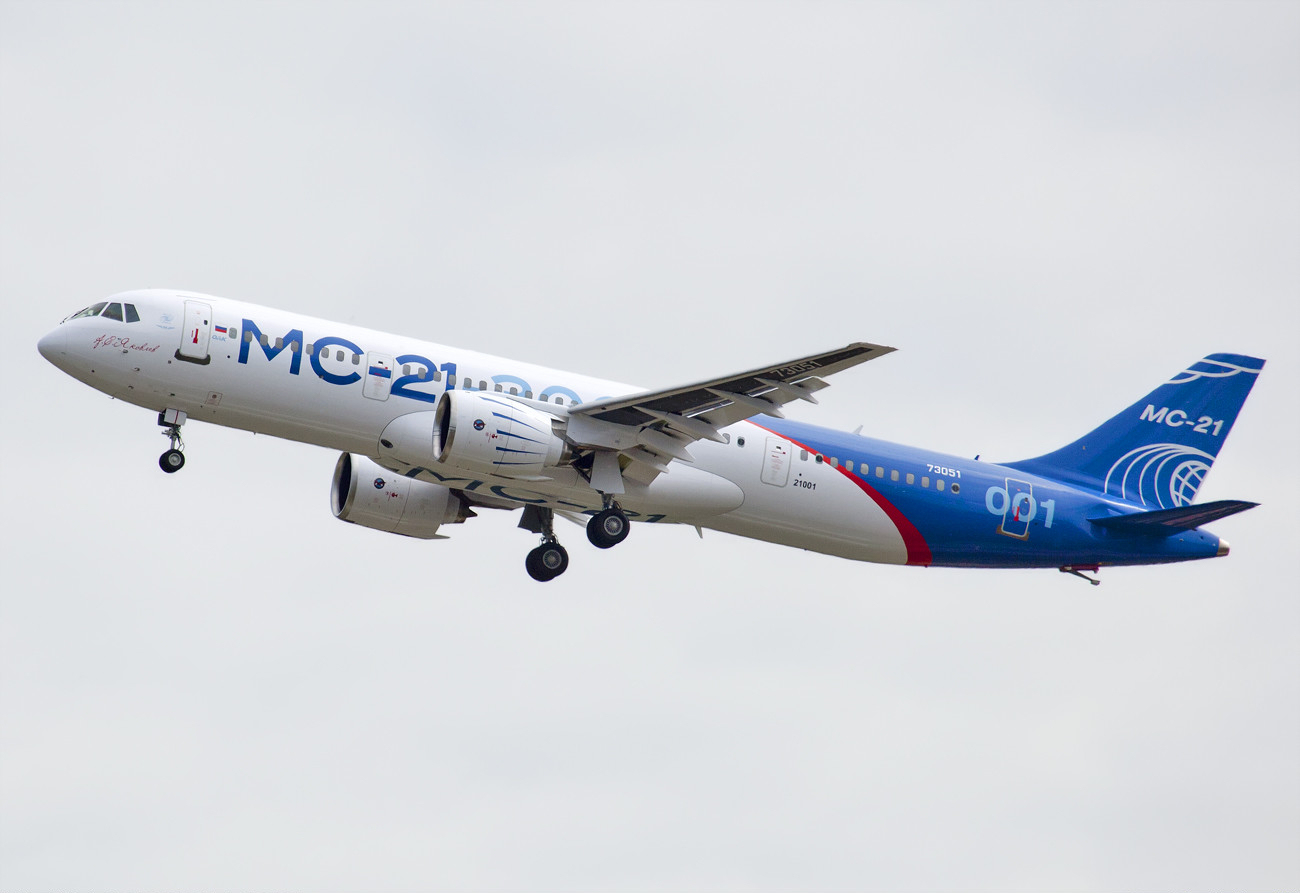
同社が発注中である、イルクート MS-21

- COMAC ARJ21-700型機　40機
- イルクート MS-21型機　10機

### 退役済機材
- ボーイング707型機
- ボーイング727型機
- ボーイング737-200型機
- ビッカース バイカウント
- ビッカース ヴァンガード
- マクドネル・ダグラス DC-9
- ロッキード L-100 ハーキュリーズ
- ロッキード L-1011 トライスター
- ATR-72
- エアバスA300
- エアバスA310

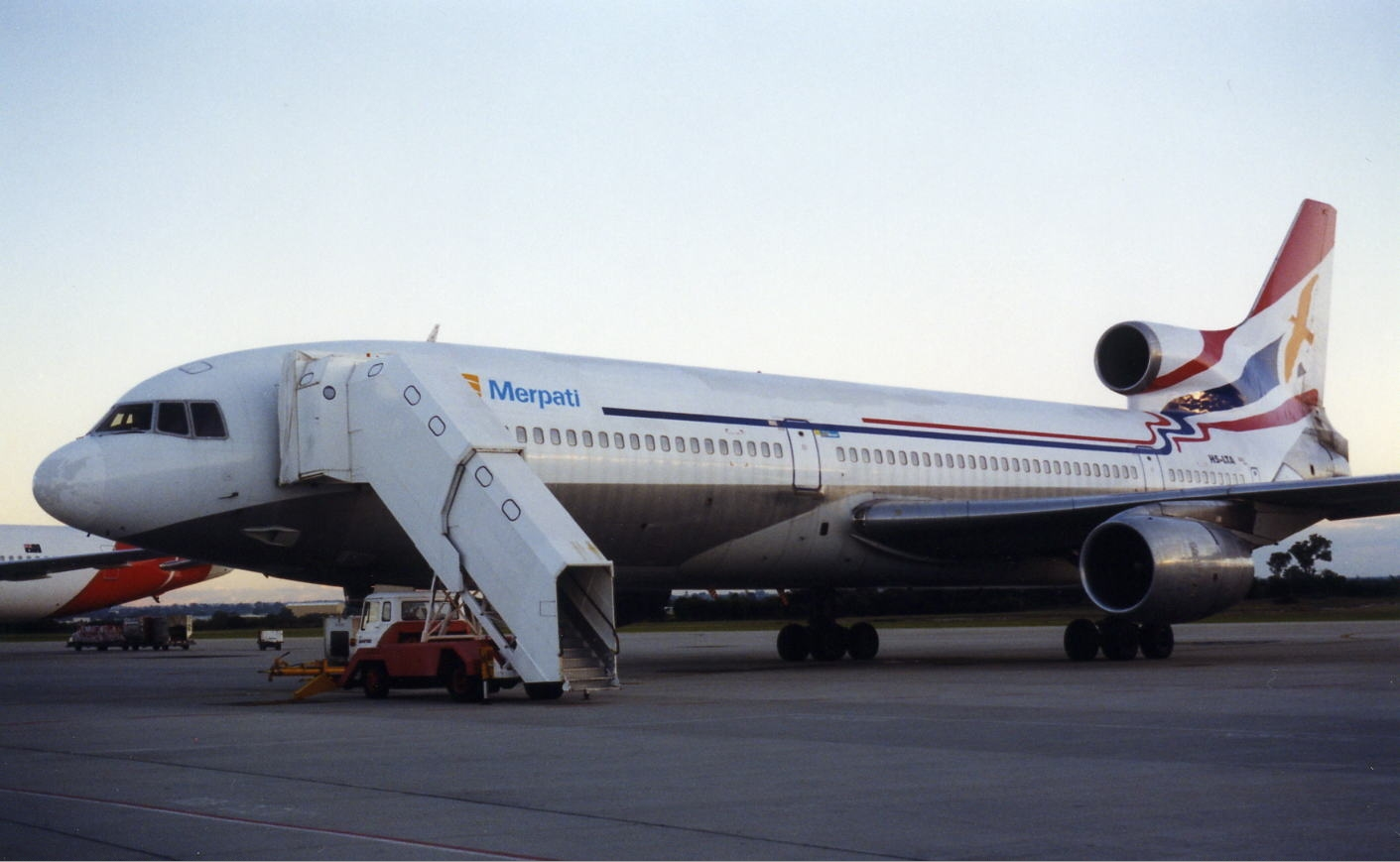
メルパチ航空でかつて運用されていたロッキード トライスター

- ブリティッシュ アエロスペース BAe 146
- ブリティッシュアエロスペース BAe ATP
- フォッカー F-27 フレンドシップ
- フォッカー F-28 フエローシップ
- フォッカー100